# Hugo Villanueva
Hugo Omar Villanueva Clavería (Santiago, 1939. április 9. – 2024. június 23.) válogatott chilei labdarúgó.

## Pályafutása

### A válogatottban
1964 és 1967 között 21 alkalommal szerepelt a chilei válogatottban. Részt vett az 1966-os világbajnokságon és az 1967-es Dél-amerikai bajnokságon.

## Sikerei, díjai
Universidad de Chile
- Chilei bajnok (5): 1959, 1962, 1964, 1965, 1967

Chile
- Dél-amerikai bajnokság bronzérmes (1): 1967